# Pałac w Łomnicy (powiat karkonoski)
Pałac w Łomnicy – barokowy zabytkowy pałac pochodzący z XVII wieku wraz z budynkiem mieszkalnym, tzw. Domem Wdowy usytuowany w północnej części Łomnicy, przy rozdzieleniu dróg do Karpnik i Wojanowa, około pięć kilometrów od Jeleniej Góry.

## Historia Pałacu i „Domu wdowy”
Pierwsze informacje na temat dóbr w Łomnicy pochodzą z lat 1475–1654. Ówcześnie majątek należał do rodziny Zedlitz. W latach 1654–1737 właścicielami była rodzina Tomagninich, a od III ćwierci XVII w. do roku 1811 do rodziny Menzlów. Łomnickie dobra przechodziły w ręce rodów Flach, von Roth. W roku 1835 Carl Gustaw von Küster kupił dobra Łomnickie. 

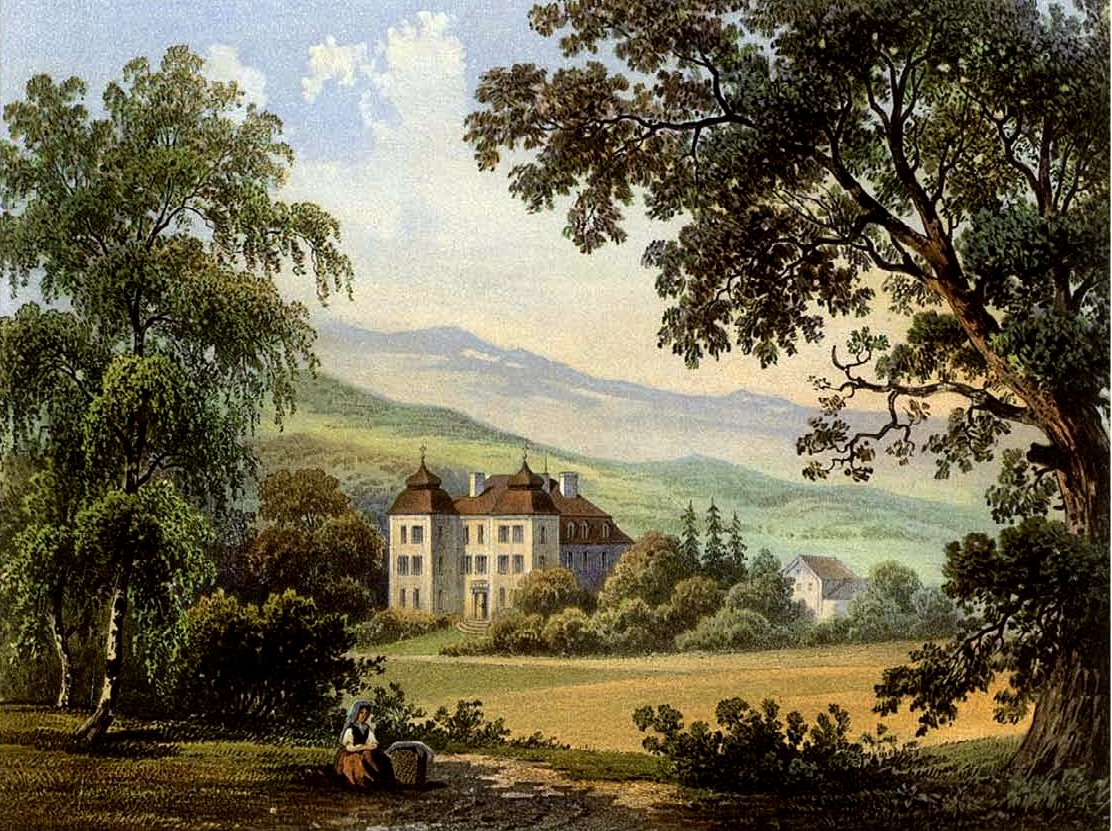
Pałac w XIX w.

Wczesnobarokowy dwór wzniesiono około II połowy XVII w. Z tego czasu pochodzi korpus oraz dwa narożne alkierze. W latach 20. XVIII w. w trakcie przebudowy dokonano zmian w wyglądzie elewacji oraz wnętrz. Projekt przebudowany przypisywany jest Martinowi Franzowi z Rewela. Największych zmian w wyglądzie obiektu dokonano w latach 1838-1844. Autorem przebudowy był Albert Tollberg. Zmiany dokonano w zakresie układu pomieszczeń, wzniesiono reprezentacyjną klatkę, wzniesiono nowa kondygnacje, powiększono otwory okienne. Po II wojnie światowej pałac został przejęty przez państwo polskie. Do 1977 r. w pałacu znajdowała się szkoła. Opuszczony od końca lat 70. XX w. uległ dewastacji. W 1992 r. pałac zakupiła spółka polsko-niemiecka, po czym rozpoczęto prace remontowe.
Dwór „Dom wdowy” wzniesiony w latach 1803–1804 przez Christiana Gottfrieda Mentzla. Obiekt przeznaczony był dla starszego członka rodziny von Menzel. Po wojnie dom przeznaczony był do celów mieszkalno-użytkowych. Obecnie w obiekcie znajduje się hotel oraz restauracja i kawiarnia.
Znajdujący się przy pałacu zespół folwarczny pełni obecnie funkcję handlowo-gastronomiczną (wyroby z lnu, produkty regionalne, piekarnia, restauracja, kuźnia).

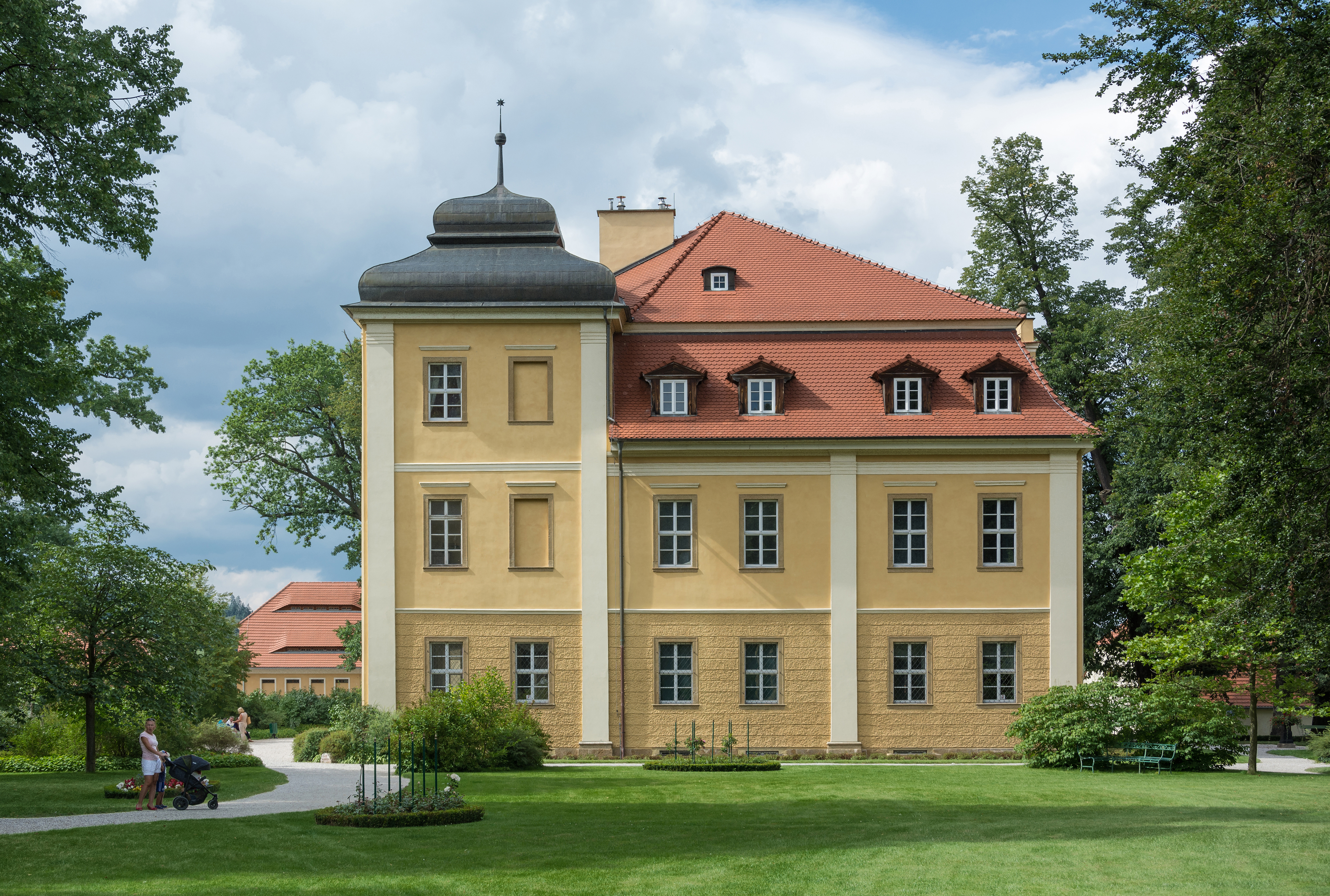
Widok od południowego wschodu

W czasie swego istnienia pałac Łomnica należał do:
- rodziny von Zedlitz - lata 1475-1654
- rodziny von Tomagnini - lata 1654-1737
- kupca jeleniogórskiego Christiana Mentzela - lata 1737-1811
- Johanna Georga Flacka z Kowar - lata 1811-1820
- barona Moritza von Roth - lata 1820-1835
- rodziny von Küster - lata 1835-1945
- państwa polskiego - lata 1945-1992
- obecnie w rękach prywatnych (Elisabeth von Küster)

## Opis pałacu i „Domu wdowy”

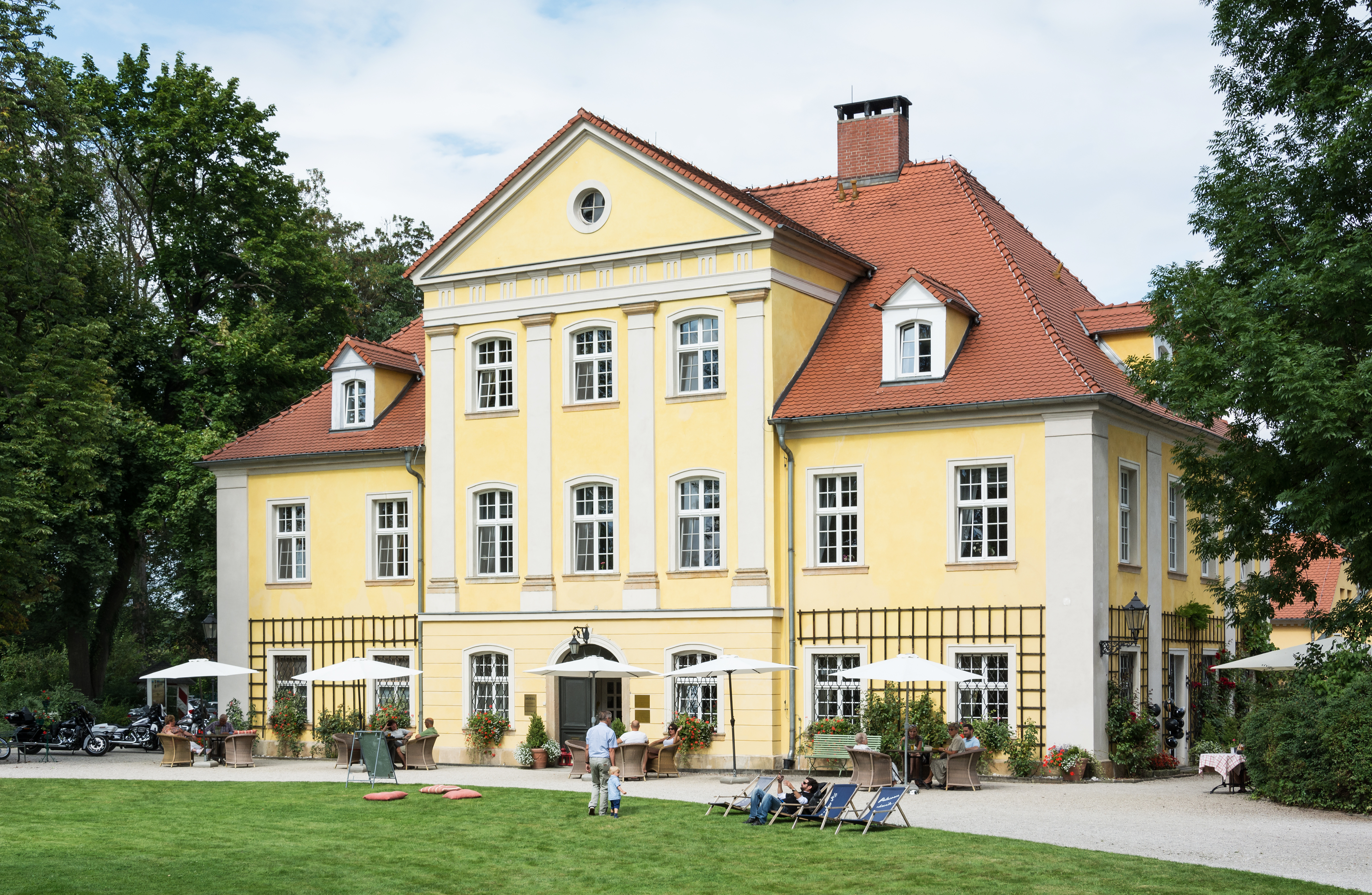
Dwór „Dom wdowy”

Pałac to trzykondygnacyjny budynek wzniesiony na rzucie kwadratu, z narożnymi alkierzami-ryzalitami w fasadzie. Alkierze nakryte spłaszczonymi hełmami, korpus pałacu dachem czterospadowym. Na osi w fasadzie portal balkonowy. Wnętrze pałacu zachowało nie zmieniony układ przestrzenny. W pomieszczeniach parteru zachowały się duże fragmenty malarstwa ściennego z początki XVIII w. i XIX w. Obecnie pełni funkcję muzeum wnętrz.
Dwór „Dom wdowy” to klasycystyczny budynek wzniesiony na planie prostokąta, 2-kondygnacyjny, nakryty dachem czterospadowym. Od północy i południa wyższe pseudoryzality. Wnętrze 2-traktowe, zachowany pierwotny układ pomieszczeń.